# Pizzo Filone
Le Pizzo Filone est un sommet de la chaîne de Livigno, dans les Alpes rhétiques en Italie. Il culmine à 3 133 mètres d'altitude.